# Louis Chiron

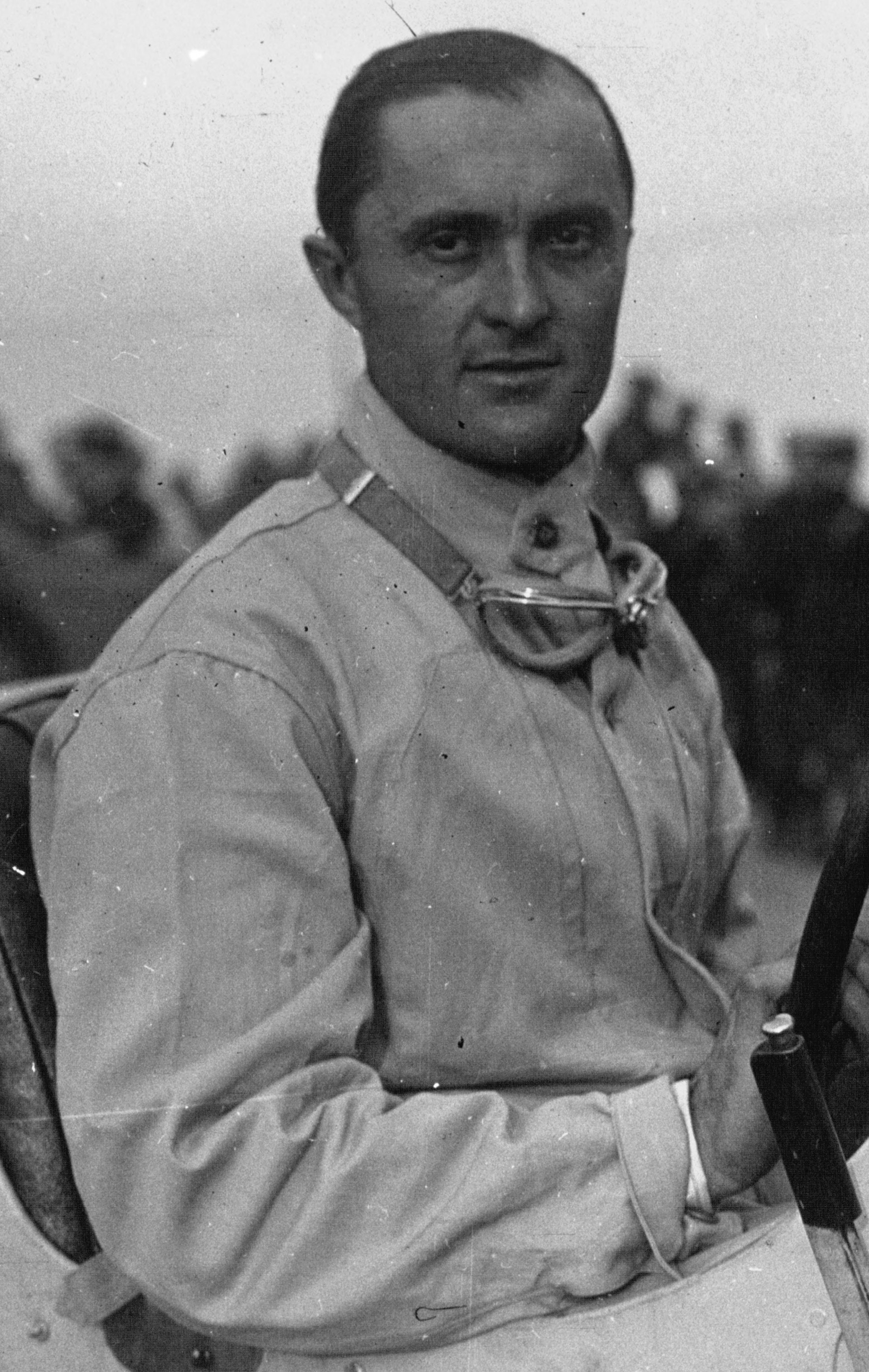
Louis Chiron in 1927

Louis Alexandre Chiron (Monte Carlo, 3 augustus 1899 – aldaar, 22 juni 1979) was een Monegaskisch Formule 1-coureur. Hij reed in 1950, 1951, 1953, 1955, 1956 en 1958 19 Grands Prix voor de teams Maserati, Ecurie Rosier, Lancia en Scuderia Centro Sud. In 1950 werd Chiron derde tijdens de Grand Prix van Monaco. Mede hierdoor werd hij dat jaar tiende van de wereld.
De in 2016 geïntroduceerde Bugatti Chiron is naar deze coureur vernoemd.

## WK-resultaten
- 1950 - 3e plaats in Monaco en 10e in het WK-klassement
- 1951 - 20e in WK-klassement
- 1953 - 43e in WK-klassement
- 1955 - 28e in WK-klassement
- 1956 - geen klassering
- 1958 - geen klassering

## EK-resultaten
- 1931 - 1e plaats in Frankrijk en 4e in EK-klassement
- 1932 - 5e in EK-klassement
- 1935 - 3e plaats in België en 9e in EK-klassement
- 1936 - 19e in EK-klassement

## 24 uur van Le Mans
- 1928 - niet uitgereden
- 1929 - niet uitgereden
- 1931 - niet uitgereden
- 1932 - niet uitgereden
- 1933 - niet uitgereden
- 1937 - niet uitgereden
- 1938 - niet uitgereden
- 1951 - niet uitgereden
- 1953 - niet uitgereden

## Erelijst
Overwinningen
- 4x Franse Grand Prix
- 3x Tsjecho-Slowaakse Grand Prix
- 1x Belgische Grand Prix
- 1x Duitse Grand Prix
- 1x Italiaanse Grand Prix
- 3x Spaanse Grand Prix
- 1x Monegaskische Grand Prix
- 1x Grand Prix Marseille
- 1x Grand Prix Nice
- 1x Grand Prix Rome
- 1x Grand Prix Commings
- 1x 24 uur van Spa
- 1x Grand Prix Marne

WK
- 3e plaats in de Grand Prix van Monaco (1950)

EK
- 1e plaats in de Grand Prix van Frankrijk (1931)
- 3e plaats in de Grand Prix van België (1935)

## Rallyoverwinningen
- Monte Carlo Rally - 1954